# تینو سانتونی
تینو سانتونی (ایتالیایی: Tino Santoni؛ ۹ ژانویه ۱۹۱۳ – ۱۴ اکتبر ۱۹۸۷) فیلم‌بردار اهل ایتالیا بود.
از فیلم‌هایی که وی در آن‌ها نقش داشته است، می‌توان به نامزدشده، بیوه دل‌ربا و شاهین نیل اشاره نمود.